# Гауйенс, Янис
Янис Гауенс (латыш. Jānis Gaujēns; 20 июля 1932 года, Мадона — 22 февраля 2024, Рига) — латвийский и советский врач и учёный. Лауреат премии имени Паула Страдыня (2009). Доктор медицинских наук (1969, СССР), хабилитированный доктор (Латвия). С 1963 по 1969 год — заведующий отделением хирургии Республиканской детской клинической больницы. В 1972 году избран профессором Рижского медицинского института. С 1998 года получил статус эмиритированного учёного.

## Биография
Янис Гауенс родился 20 июля 1932 года в Мадоне в семье учителя.  После окончания школы поступил в Рижский медицинский институт по специальности "хирургия". На третьем курсе ассистировал при операции на лёгких и принял решение специализироваться на хирургии органов дыхания. Окончив институт в 1957 году, по распределению поехал работать в Алою, где также выполнял обязанности врача-гинеколога. В том же году получил приглашение в аспирантуру от профессора А.П. Биезиня и с декабря приступил к занятиям. Под руководством профессора начал специализироваться в детской грудной хирургии, особенно гнойной хирургии у детей первого года жизни.
Уже в первые годы работы Янис Гауенс зарекомендовал себя как хирург-новатор, решавшийся на уникальные операции в условиях срочности, когда речь шла о спасении жизни - он провёл коррекцию пищевода у новорождённой девочки, зашил травмированные бронхи вместо того, чтобы провести резекцию лёгких.

## Труды
Bērnu ķirurģija. Рига: Zvaigzne, 1981. - 295 c.
Bērnu krūšu dobuma ķirurģijas sākums un attīstība Latvijā (1959-1997). Acta medico-historica Rigensia 9:332-344, декабрь 2010.